# Irene Siragusa
Irene Siragusa (née le 23 juin 1993 à Poggibonsi) est une athlète italienne, spécialiste du sprint et du relais.

## Biographie
Son club est l'Atletica 2005 et elle s'entraîne à Colle di Val d'Elsa. En tant que junior, elle remporte en 2011 une médaille d'argent à Tallinn avec le relais 4 × 100 mètres.
À Tampere, elle bat le record national espoir du relais en 43 s 86 pour remporter la médaille de bronze.
Le 24 août 2017, elle remporte la médaille d'argent du 100 m des Universiades à Taipei en 11 s 31, record personnel. Deux jours plus tard, elle remporte le 200 m en améliorant son record à 22 s 96 et ce dans un fort vent de face (- 1,4 m/s).
Le 17 juin 2018, à Orvieto, elle bat à deux reprises son record personnel sur 100 m et devient la 2e meilleure sprinteuse italienne de tous les temps.

## Palmarès
| Date | Compétition                       | Lieu      | Résultat | Épreuve   | Temps   |
| ---- | --------------------------------- | --------- | -------- | --------- | ------- |
| 2011 | Championnats d'Europe juniors     | Tallinn   | 2e       | 4 x 100 m | 44 s 52 |
| 2013 | Championnats d'Europe espoirs     | Tampere   | 7e       | 100 m     | 11 s 78 |
| 2013 | Championnats d'Europe espoirs     | Tampere   | 3e       | 4 x 100 m | 43 s 86 |
| 2014 | Championnats d'Europe             | Zürich    | 4e       | 4 x 100 m | 43 s 26 |
| 2015 | Championnats d'Europe espoirs     | Tallinn   | 6e       | 100 m     | 11 s 75 |
| 2015 | Championnats d'Europe espoirs     | Tallinn   | 2e       | 4 x 100 m | 44 s 06 |
| 2016 | Championnats d'Europe             | Amsterdam | 7e       | 4 x 100 m | 43 s 57 |
| 2017 | Championnats d'Europe par équipes | Lille     | 11e      | 200 m     | 23 s 99 |
| 2017 | Championnats d'Europe par équipes | Lille     | 3e       | 4 x 100 m | 43 s 38 |
| 2017 | Universiade                       | Taipei    | 2e       | 100 m     | 11 s 31 |
| 2017 | Universiade                       | Taipei    | 1re      | 200 m     | 22 s 96 |
| 2018 | Jeux méditerranéens               | Tarragone | 4e       | 200 m     | 23 s 11 |
| 2018 | Jeux méditerranéens               | Tarragone | 3e       | 4 x 100 m | 43 s 63 |
| 2018 | Championnats d'Europe             | Berlin    | 7e       | 4 x 100 m | 43 s 42 |
| 2019 | Relais mondiaux de l'IAAF         | Yokohama  | 5e       | 4 x 100 m | 44 s 29 |
| 2019 | Championnats du monde             | Doha      | 7e       | 4 x 100 m | 42 s 98 |
| 2022 | Jeux méditerranéens               | Oran      | 1re      | 4 x 100 m | 43 s 68 |

## Records
| Épreuve | Temps   | Lieu    | Date         |
| ------- | ------- | ------- | ------------ |
| 100 m   | 11 s 21 | Orvieto | 17 juin 2018 |
| 200 m   | 22 s 96 | Taipei  | 26 août 2017 |